# Comparettia saccata
Comparettia saccata är en orkidéart som beskrevs av Eduard Friedrich Poeppig och Stephan Ladislaus Endlicher. Comparettia saccata ingår i släktet Comparettia, och familjen orkidéer. Inga underarter finns listade i Catalogue of Life.